# Lisbeth Gabriel
Pour les articles homonymes, voir Gabriel.
Lisbeth Gabriel, née le 28 août 1948 à Wolfenschiessen (originaire du même lieu et de Ennetbürgen), est une personnalité politique suisse, membre du Parti démocrate-chrétien.
Elle est conseillère d'État du canton de Nidwald de 2002 à 2010, d'abord à la tête du département des travaux publics, puis de celui de l'agriculture et de l'environnement. Elle est l'une des deux premières femmes nidwaldiennes, aux côtés de Beatrice Jann-Odermatt, à siéger au gouvernement et la première femme à le présider.

## Biographie

### Origines et famille
Lisbeth Gabriel naît Elisabeth Blättler le 28 août 1948 à Wolfenschiessen, dans le canton de Nidwald. Elle est originaire du même lieu et de Ennetbürgen. Elle est la quatrième d'une fratrie de six enfants, composée de trois frères et trois sœurs.
Son père, Werner Blättler, est agriculteur et conseiller d'État du Parti catholique conservateur, à la tête de la Direction de l’agriculture et des forêts ; sa mère, née Anna Näpflin, outre son travail à la ferme, est membre de diverses organisations féminines telles que la Ligue suisse de femmes catholiques, le Mütterverein (association de mères de famille) et l'Union des paysannes catholiques suisses.
Elle épouse en 1970 Josef Gabriel, monteur de lignes électriques aériennes, avec qui elle a quatre enfants, dont deux jumeaux.

### Formation et parcours professionnel
Elle suit l'école primaire et secondaire à Wolfenschiessen, de 1955 à 1963, puis fait un séjour linguistique d'une année en économie familiale à l’académie Sainte-Croix à Fribourg avant de suivre le cours préparatoire de postier en 1964 et 1965 et faire un apprentissage de postier à Engelberg, dans le canton d'Obwald, de 1965 à 1966.
Elle travaille d'abord quatre ans à la poste à Zurich (de 1966 à 1969), puis trois ans à Lucerne (de 1969 à 1971). Après son mariage et la naissance de son premier enfant en 1971, elle travaille à temps partiel à la poste de Grafenort, dans la commune d'Engelberg, et aide son père dans la direction à domicile d'une filiale de la banque Raiffeisen à Wolfenschiessen.
En 1988, elle reprend une agence de la CSS Assurance, activité qu’elle exerce à domicile jusqu’en 1998. Elle occupe ensuite d'autres postes au sein de la CSS à Engelberg et à Stans, jusqu’à sa démission en 2002.

## Parcours politique
Issue d'une famille politisée, elle est invitée en 1982 par le Parti démocrate-chrétien (PDC) à entrer dans la commission scolaire de Wolfenschiessen, ce qui l'amène à adhérer au parti. Elle est la responsable financière de la commission jusqu'en 1990, date à laquelle elle se porte candidate avec succès au Landrat du canton de Nidwald, où elle siège jusqu'en 2002. Elle y est le chef du groupe PDC à partir de 1994.
En 1998, elle est candidate au Conseil d'État. L'élection, la première par les urnes depuis l'abolition de la Landsgemeinde, a lieu le 15 mars 1998. Arrivée huitième pour sept sièges, elle n'est pas élue alors même qu'elle atteint la majorité absolue. Elle se représente en 2002, en même temps que la candidate radicale Beatrice Jann-Odermatt. Les deux femmes, arrivées en cinquième et sixième positions lors du scrutin du 3 mars 2002, sont les premières à siéger au gouvernement du canton de Nidwald. Prenant la tête de la direction de l'agriculture et de l'environnement, Lisbeth Gabriel doit également assurer l'intérim à la direction des travaux publics après le décès, en 2004, du conseiller d'État qui le dirigeait. En 2005, elle reprend la direction des travaux publics, dont elle est le chef jusqu'en 2010. Elle est, en 2005, la première femme à présider le gouvernement, avec le titre de Landammann. Elle est réélue pour un second mandat le 26 mars 2006, arrivant en septième et dernière position des élus mais largement devant le candidat UDC Res Schmid,. Elle ne se représente pas pour un troisième mandat en 2010.

### Autres activités
Elle est notamment membre du conseil de fondation du home pour personnes âgées de Nidwald de 1992 à 2006 (vice-présidente du comité de direction de 2000 à 2006). Elle préside de 2002 à 2005, en sa qualité de chef de la direction de l’agriculture et de l’environnement, le forum de politique agricole de Nidwald qu'elle a cofondé en 2000.
Elle participe en 2002 à la fondation de la section de Suisse centrale du club service féminin Soroptimist International et préside, depuis 2013, le Secours d'hiver (de) du canton de Nidwald.